# Wet (Snoop Dogg)
Wet è un brano musicale del rapper statunitense Snoop Dogg, estratto come secondo singolo dall'album Doggumentary del 2010. Il brano è stato prodotto dai Cataracs e ha raggiunto la 40ª posizione della classifica Hot R&B/Hip-Hop Songs e la 18° della Hot Rap Songs.
Del brano è stato prodotto un remix intitolato Sweat, con la collaborazione del deejay David Guetta, inserito nell'album di quest'ultimo Nothing but the Beat, quest'ultimo ha ottenuto un buon successo, che la canzone originale non aveva ottenuto.

## Il video
Il video incomincia con una foto scattata al Palms Casino di Las Vegas, dove Snoop Dogg lancia un addio al celibato. Il video mostra scene dove Snoop balla con molte donne prima ai bordi di una piscina e poi su una stanza. Ci sono altre scene in cui Snoop Dogg cammina attraverso un corridoio con più donne che gli ballano attorno. Il video musicale per la canzone è stato pubblicato in anteprima sul suo canale Vevo il 5 gennaio 2011.
Una versione modificata del video è stata pubblicata anche per il remix di David Guetta, dove Guetta non partecipa al video.

## Tracce
CD, download digitale
1. Felix - Don't You Want Me (Radio Edit) - 3:47

Download digitale (Remix)
1. Sweat (David Guetta Remix) - 3:15

EP digitale (Remix)
1. Sweat (David Guetta Remix) - 3:15
2. Sweat (David Guetta Extended Remix) - 5:43
3. Sweat (David Guetta Extended Remix) - 5:42

## Classifiche
| Originale (2010–2011)                    | Posizione massima |
| ---------------------------------------- | ----------------- |
| US Billboard Bubbling Under Hot 100      | 13                |
| US Billboard R&B/Hip-Hop Songs           | 40                |
| US Billboard Rap Songs                   | 18                |
| David Guetta Remix (2011)                | Posizione massima |
| Australia                                | 1                 |
| Austria                                  | 8                 |
| Belgio                                   | 3                 |
| Belgio (Vallona)                         | 1                 |
| Canada                                   | 25                |
| Danimarca                                | 36                |
| Finlandia                                | 3                 |
| Francia                                  | 4                 |
| Germania                                 | 2                 |
| Irlanda                                  | 4                 |
| Lussemburgo                              | 1                 |
| Nuova Zelanda                            | 7                 |
| Paesi Bassi                              | 6                 |
| Scozia                                   | 6                 |
| Svizzera                                 | 7                 |
| UK Singles (The Official Charts Company) | 4                 |
| UK Dance (The Official Charts Company)   | 2                 |
| US Billboard Hot Dance Club Songs        | 12                |